# Елиза (певица)
Елѝза Тòфоли (на италиански: Elisa Toffoli), известна като Елиза (* 19 декември 1977 в Триест, Италия) е италианска певица, авторка на песни и музикална продуцентка. В кариерата си също така има проекти като режисьорка на видеоклипове, театрална актриса, фотографка, дубльорка и писателка.
За над 20-годишна кариера, след издадени 11 студийни албума, 6 сборни албума, 2 концертни албума, 4 видеоалбума, 73 сингъла и също толкова музикални видеоклипове, тя продава над 5,5 милиона музикални албума, сертифицирани от M&D (Musica e dischi) и FIMI, радвайки се на успех в Европа и в Северна Америка.
В италианските и международните класации за продажби Елиза достига до челната десетка с албумите си цели десет пъти, завоювайки първо място четири пъти, достига челната десетка за сингли цели 16 пъти, шест пъти Номер едно. От 2009 до юли 2021 г. е продала 1 млн. 970 хил. копия (1 445 000 сингъла + 525 000 албума). Сред албумите ѝ от 2010 до юли 2021 г. в Италия тя има 5 златни диска (с над 25 хил. продадени копия), 5 платинени (над 50 хил.) и 3 двойно платинени (над 100 хил.), а сред синглите – 21 златни (над 35 хил. копия), 17 платинени (над 70 хил.), 7 двойно платинени (над 140 хил.) и 1 тройно платинен (над 210 хил.).
В Италия Елиза получава всички основни награди и признания в музикалната област: победа на Фестивала на италианската песен в Санремо през 2001 г. с песента „Светлина (залези на североизток)“ (Luce (tramonti a nord est)), благодарение на което печели още шест награди (вкл. първо място в категорията Big), награда „Тарга Тенко“, две награди „Лунеция“, 15 Музикални награди „Уинд“, наградата на Фестивалбар, Сребърна лента, Награда за телевизионна режисура. Сред другите си многобройни награди Елиза има и една Награда на Ем Ти Ви Европа. През 2013 г. песента Ancora qui, включена в саундтрака на филма „Джанго без окови“ на Куентин Тарантино по текст на Елиза и музика на Енио Мориконе, попада сред 75-те песни, сред които са избрани кандидатите за Оскар за най-добра оригинална песен. Саундтракът получава и номинация за „Грами“ през 2014 г. През 2022 г. се класира на 2-ро място на Фестивала в Сан Ремо с песента „А може би си ти“ (O forse sei tu), като печели и наградата за композиция.

## Биография
Елиза е родена в град Триест, но израства в град Монфалконе в Провинция Гориция, където баща ѝ се мести по работа. Има трудна връзка с баща си, който я изоставя, когато е още малка.
Пише почти всички свои текстове на английски език. Тя пее и на испански (в песните Háblame и Sentir sin embargo), френски (Pour que ama me quitte), словенски (Lintver main theme) и кюрдски (песента Kuminist), както и на италиански.
Успехът в музикалната индустрия я застига, когато е на 19 години с дебютния ѝ албум Pipes & Flowers, но популярност сред широката публика добива на 23-годишна възраст след като печели Фестивала на италианската песен в Санремо през 2001 г. с песента „Светлина (залези на североизток)“ (Luce (tramonti a nord est)).

### Детски години (1977 – 1994)
Районът на Италия, в който израства Елиза, е под влияние на различни култури, за което свидетелства фактът, че изпълнителката има руски и френски корени. От най-ранна възраст се посвещава на музиката (както и на танците, рисуването и актьорската игра), предвид близостта с културния климат на Балканите и Източна Европа. Първите ѝ музикални влияния, срещащи се по-късно в някои песни и видеоклипове, са от Долорес О’Риърдън, Бьорк, Тори Еймъс, Аланис Морисет, Сара Вон, Арета Франклин и Ела Фицджералд. Освен това слуша доста Дорс, чете и се възхищава на текстовете на Джим Морисън и на стиховете на Ръдиард Киплинг. На 11 години пише първите си текстове и композира мелодии. На 13 години, докато работи във фризьорския салон на майка си, започва да се изявява като беквокалистка, певица и свири в различни местни групи, експериментирайки с различни музикални жанрове.
През 1992 г. на 15-годишна възраст Елиза дебютира в музиката с песента Questione di Feeling в епизод от телевизионната предаване „Караоке“ с водещ Фиорело, който минава през Гориция. По-късно тя си сътрудничи като беквокалистка с Positive Men в реге албума им War Mongers.

### Pipes & Flowers:дебютен албум (1995 – 1999)
16-годишната Елиза среща певицата и музикална продуцентка Катерина Касели на прослушване. Касели, впечатлена положително от гласа и текстовете ѝ, година по-късно ѝ дава възможност да подпише първия си договор за звукозапис с Шугар Мюзик – независим лейбъл, който ръководи. През 1996 г. 18-годишната Елиза заминава за Бъркли (Калифорния), където заедно с Корадо Рустичи (продуцент на Дзукеро Форначари, Франческо де Грегори, Клаудио Балиони и бивш сътрудник на Уитни Хюстън и Арета Франклин) работи по песните на дебютния си албум. Той е предшестван няколко месеца по-рано от сингъла „Спейки в ръката ти“ (Sleeping in Your Hand), излязъл в края на май 1997 г.
Първият ѝ албум „Тръби и цветя“ (Pipes & Flowers) излиза на 22 септември 1997 г. и за кратко време става четворно платинен в Италия. Елиза е авторка или съавторка на всички текстове, написани на английски език, а също и на музиката. За дебюта си през 1998 г. печели престижните награди „Тарга Тенко“ и PIM (Италианска музикална награда).
След това Елиза започва да се изявява чрез изпълнения на живо: на първото издание на фестивала Heineken Jammin' в град Имола и по-късно като специална гостенка по време на турнетата на Ерос Рамацоти и Дзукеро Форначари, откривайки техни концерти.
След публикуването на албума в половин Европа Елиза започва поредица сътрудничества с чуждестранни и италиански продуценти, които водят до създаването на различни песни. Първата е „Излекувай ме“ (Cure Me), продуцирана от Дарън Алисън (продуцент на Скънк Ананси и Spiritualized) и издадена като сингъл в края на 1998 г. За случая Pipes & Flowers излиза в ново издание, което включва и тази песен. Останалите, с чисто електронен звук, сравним със стила на Бьорк, вместо това са запазени, за да бъдат публикувани във втория ѝ албум.
През 1998 г. започва дълго и ползотворно сътрудничество между песните на Елиза и света на киното: песните „Пир за мен“ (A Feast for Me) и „Толкова деликатно, толкова чисто“ (So Delicate So Pure) са включени в саундтрака на телевизионния филм Amiche Real! на Марчело Чезена, а на следващата година песента Cure Me е включена в саундтрака на филма La prima volta на Масимо Мартела.
Елиза казва, че е нарекла албума Pipes & Flowers поради страстта си към уличното изкуство и графитите, тъй като обикновено е рисувала лица и цветя, изникващи от триизмерни тръби.

### АлбумAsile's Worldи победа на Фестивала в Санремо (2000 – 2001)
Три години след дебютния си албум, на 5 май 2000 г. излиза „Светът на Азайъл“ (Asile's World) – вторият албум на Елиза. Както се предшества от сингъла „Дар“ (Gift), албумът отбелязва ясен и неочакван обрат по отношение на звуците на Pipes & Flowers. Албумът, продуциран от четири различни продуцента, включително от Хауи B и Роберто Вернети, е продукт, който се характеризира с електронни аранжименти (като в песента A little over zero, където Гауди свири теремин и минимог), състоящи се както от съвсем обикновен синтезатор, както така и от чисто електронни експерименти, които силно се различават от поп рок жанра, доминиращ в предишния ѝ албум.
Въпреки че Елиза не цени особено певческите конкурси, през 2001 г. Катерина Касели ѝ предлага да участва в 51-то издание на Фестивала на италианската песен в Санремо. Певицата-композитор се представя на сцената на театър „Аристон“ с първата си песен на италиански език „Светлина (залези на североизток)“ (Luce (tramonti a nordest))  – песен, която не е замислена за фестивала и е написана от Елиза в сътрудничество с Дзукеро, и е продуцирана от Корадо Рустичи. Певицата печели първо място в конкурса и така печели и престижната Наградата на критиката, докато журито за качество с председател Джино Паоли представя награда специално за нея като най-добрата изпълнителка на фестивала.
След участието ѝ във фестивала излиза ново издание на албума ѝ Asile's World, който съдържа песента от конкурса. Впоследствие Елиза се връща в Санремо като гостенка през 2007 г. и по-късно през 2010 г., в четвъртък вечерта, посветена на честване на 60-годишнината от събитието.
Същата година, по случай откриването на панаира Futurshow, Елиза пее в Болоня пред 20 хил. души, като част от международна музикална група с Ману Чао, Трики и др. След това участва на Коледния концерт във Ватикана в дует с Тициано Феро с песента Happy Xmas на Джон Ленън.

### АлбумThen Comes the Sunи компилацияElisa(2001 – 2002)
Предшестван от сингъла „Небеса от Ада“ (Heaven Out of Hell), на 9 ноември 2001 г. излиза третият албум на Елиза – „И тогава идва слънцето“ (Then Comes the Sun). Албумът, продуциран от Корадо Рустичи и характеризиращ се с акустични поп звуци с препратки към рок и електронна музика, се оказва по-семпъл от предишния, но с по-интимни текстове.
В този период певицата получава различни награди и признания: в същия ден, когато излиза третият ѝ албум, тя е избрана за най-добър италиански изпълнител на Европейските музикални награди на Ем Ти Ви във Франкфурт.
На 26 ноември 2001 г. тя печели три награди на Италианските музикални награди, след това ѝ е присъдена Италианската музикална награда за най-добра изпълнителка и най-добър сингъл за Luce (tramonti a nordest) и през декември 2002 г. получава три номинации за Италианските музикални награди.
Певицата има многобройни участия в събития и телевизионни програми: на 5 януари 2002 г. е сред супер гостите по канал Rai 1 в предаването Un Ponte fra le stelle – бенефис за деца – жертви на войни и тероризъм, направено с патронажа на Върховния комисар на ООН за бежанците. През пролетта пее на Първомайския концерт в Рим и на Pavarotti & Friends в Модена, където пее в дует с известния тенор „Искам да живея така (със слънцето на челото)“ (Voglio vivere così (col sole in fronte)). За втора поредна година тя участва в Коледния концерт във Ватикана.
В края на февруари 2002 г. Елиза пее Химна на Италия, преработен в джаз версия от Микеле Чентонце (композитор, продуцент на Джованоти и Павароти) на церемонията по закриването на XIX Зимни олимпийски игри в Солт Лейк Сити (САЩ), които включват предаване на огъня в Торино, където през 2006 г. се провеждат XX Зимни олимпийски игри. По-късно Маурицио Гаспари – представител на дясноцентристката партия „Национален алианс“, разкрива разочарованието си от тази интерпретация на националния химн, което поражда малка полемика.
През август 2002 г., докато албумът Then Comes the Sun става тройно платинен в Италия, излиза компилация с най-големите хитове на певицата за европейския пазар, озаглавена просто Elisa, която съдържа песни от първите ѝ три албума. Албумът е издаден в повече от двадесет страни, включително в Германия, Испания и Нидерландия, и е предшестван от сингъла „Ела да говориш с мен“ (Come Speak to Me) – английска версия на Luce (tramonti a nord est).
През октомври Елиза дебютира в Театро Масимо в Палермо като главна героиня в Елис Айлънд – музикална творба на тема имиграция с музика на Джовани Солима, режисирана от Марко Балиани, Тод Рейнолдс и с текстове на Роберто Алаймо.

### АлбумLotus(2003)
През 2003 г. Елиза се връща към пеенето на италиански език: тя изпява нова версия на „Поне ти във Вселената“ (Almeno tu nell'universo) – една от най-известните песни на Миа Мартини, починала през 1995 г. Песента, написана от Бруно Лауци и Маурицио Фабрицио, е основната тема на филма „Спомни си за мен“ (Ricordati di me) на Габриеле Мучино. Видеоклипът е на режисьора Ричард Льовенщайн, известен с режисурата си на клипове на Ю Ту. Almeno tu nell'universo излиза на 14 февруари 2003 г. едновременно с филма и веднага печели първо място в италианската класация.
След това идва сингълът „Никаква сигурност“ (Nessuna certezza) на Тироманчино, където Елиза пее с Федерико Дзампальоне и Мег от група 99 Posse. Също така през 2003 г. си сътрудничи в албума „Малко развълнувани са другите водни басейни“ (Poco mossi gli altri bacini) на група Пикола Оркестра Авион Травел.
В края на 2003 г. излиза „Лотус“ (Lotus) – първият изцяло акустичен албум на Елиза, предшестван от сингъла ,Счупен“ (Broken). Новата творба съдържа някои от хитовете ѝ в акустична версия, три кавър версии (Femme Fatale на Велвет Ъндърграунд, Hallelujah на Ленард Коен и Almeno tu nell'universo на Мия Мартини, която по този повод е записана в нова акустична версия) и шест оригинални песни. Албумът е последван от дълго акустично турне, което води Елиза до редица италиански театри. В началото на 2004 г. излиза едноименното DVD, съдържащо представянето на албума и документален филм за неговото създаване.

### АлбумPearl Daysи филмова музика (2004 – 2006)
„Перлени дни“ (Pearl Days) – петият албум на Елиза излиза на 15 октомври 2004 г. и се отличава с по-енергични рок звуци от предишните ѝ произведения, и е в ярък контраст с по-интимния Lotus. Компактдискът, предшестван от сингъла „Заедно“ (Together) на 17 септември, е продуциран от американеца Глен Балард – бивш продуцент на Аланис Морисет и Анастейша, който дава много интернационален звук на албума.
На следващата година е публикувана втората творба на Елиза на италиански език и единствен сингъл от албума - „Стихотворение за теб“ (Una poesia per te), която е адаптация на песента Life Goes On, посветена на нейното семейство и вече съдържаща се в Pearl Days. Новият сингъл е добавен към новото издание на албума, издаден на 15 април 2005 г. Сингълът през първата седмица достига 7-ма позиция в италианската класация и въпреки че достига максимално втора позиция, това е рекордна продажба. Това е четвъртият най-продаван сингъл за 2005 г.
В този период Елиза участва в серията безплатни концерти Live 8 на 2 юли 2005 г. в Циркус Максимус в Рим, в Церемонията по закриването на XX Зимни олимпийски игри на 26 февруари 2006 г. в Торино заедно с Андреа Бочели, Аврил Лавин и Рики Мартин, и на 8 септември 2006 г. на премиерата на културния фестивал Notte bianca в Рим на Пиаца ди Сиена (Вила Боргезе) с Пино Даниеле, Ивано Фосати и Фиорела Маноя.
През февруари 2005 г. Елиза получава от музикалната група „Номади“ 13-тата награда Tributo ad Augusto (събитие, което групата организира ежегодно в Новелара в памет на покойния фронтмен Аугусто Даолио) за ангажимента ѝ в ECPAT (End Child Prostitution, Pornography and Traffiking) – международна асоциация, която работи срещу сексуалната експлоатация на момичета и момчета в различни азиатски страни.
На десетото издание на наградата „Лунеция“ през 2005 г. Елиза е обявена за автор на годината за текста и музиката на „Поезия за теб“ (Una poesia per te), докато през ноември 2005 г. печели Италианската награда за видеоклипове в категорията на изпълнителка за видеоклипа към същата песен, която самата тя режисира.
През 2005 г. излиза албумът на Рон „Но когато казваш „любов““ (Ma quando dici amore), в който певецът пее заедно с Елиза в песента, дала заглавието на албума. Елиза също така си сътрудничи с група Джейд, записвайки сингъла Opera, и със Симона Бенчини, която представя песента „Буря“ (Tempesta) на 56-ия Фестивал на италианската песен в Санремо, чиято музика е написана от Елиза.
Към края на 2005 г. Елиза реализира „Лебед“ (Swan), основната тема на саундтрака на филма Melissa P. на Лука Гуаданиньо. Песента е продуцирана от Микеле Чентонце (продуцент и на Almeno tu nell'universo), а сингълът, издаден на 25 ноември, остава десет седмици в Топ 10 на най-продаваните дискове в Италия.
През 2006 г. излиза друг сингъл, свързан с филм: „Научи ме отново“ (Teach Me Again), в която Елиза е в дует с Тина Търнър. Песента е създадена за филма All the Invisible Children, който стига на Венецианския филмов фестивал. Сингълът, който влиза директно на върха на класациите, излиза и в Европа и приходите от продажбата се даряват на УНИЦЕФ.
Допълнителна възможност да си сътрудничи със света на киното ѝ дава Lintver (името на малко митологично същество подобно на елф от географската област Вали дел Натизоне между Италия и Словения) – експериментален игрален филм от юли 2006 г. на Numar Un на Алберто Дзепиери. За него Елиза пише целия саундтрак, състоящ се предимно от инструментални парчета, които имат за задача да заместят това, което биха били диалозите в един нормален филм.

### КомпилацияSoundtrack '96 -'06и други компилации (2006 – 2007)
За да се отпразнуват първите десет години от кариерата си, на 17 ноември 2006 г. са публикувани първите най-големи италиански хитове на Елиза, озаглавени Soundtrack '96 -'06, съдържащи много от нейните хитове от началото на Sleeping in Your Hand до скорошния ѝ албум Swan, а също така и четири оригинални нейни парчета, всичките пускани по радиото. Албумът е предшестван от песента „Препятствията на сърцето“ (Gli ostacoli del cuore), написана от Лучано Лигабуе, която става най-излъчваната песен в радиостанциите в цяла Италия за повече от три последователни месеца според класацията на Music Control. За популяризиране на колекцията, през януари, през април и през лятото на 2007 г. се провежда турнето Soundtrack Live Tour, билетите за което са разпродадени за всички негови дати. То завършва на 24 септември, точно десет години след презентацията на Pipes & Flowers, със специална дата във Вила Манин в Кодройпо, където Елиза изразява желанието си да се представи по емоционални причини.
Soundtrack '96 -'06 се изкачва в класацията на най-продаваните албуми в Италия, оставайки между първото и второто място за повече от 15 седмици и по този начин се превръща в третият най-продаван албум за 2006 г. Още на 2 декември 2006 г., по повод наградите на Nickelodeon Kids 'Choice, Елиза е наградена с Оранжев диск за първите 80 хил. продадени копия. На 2 март 2007 г. тя получава Диамантен диск от Пипо Баудо за 500 хил. продадени копия, по повод 57-ото издание на Фестивала на италианската песен в Санремо, където Елиза пее като гостенка Luce (tramonti a nordest), Almeno tu nell'universo и Eppure sentire (un senso di te). На 6 юни 2007 г. тя получава Музикална награда „Уинд“ (Wind Music Award) за продадените 600 хил. копия. На финала на Фестивалбар 2007 тя печели Специалната награда за 10-годишната си кариера и за албума Soundtrack '96 -'06, първи в класациите 40 седмици от излизането му. Елиза е първата изпълнителка, спечелила тази награда, която е печелена само пет пъти в 44-те издания и не е присъждана от 1998 г. насам.
На 5 юли 2007 г. е гостенка на Андреа Бочели в Театро дел Силенцио в Лаятико, с когото пее в дует песента La voce del silenzio („Гласът на тишината“), след което изпълнява песента си „Танцувайки“ (Dancing).
През лятото на 2007 г. излиза „Гъсеница“ (Caterpillar) - втората международна компилация на Елиза, която съдържа списък с песни, много подобен на този в Soundtrack '96 -'06. Албумът, предшестван от сингъла „Остани“ (Stay), излиза между август и септември (излиза и в Италия, но в ограничен тираж).
На 16 ноември излиза бокс-сетът Soundtrack '96 -'06 Live, съдържащ първия концертен албум на Елиза и DVD-то о концерта във Медиоланум Форум в Милано като етап от турнето Soundtrack Live Tour 2007.
През ноември 2007 г. Елиза печели и Италианската награда за видеоклипове в категорията „Жени изпълнителки“ за видеото на „Все пак да почуствам (усещане за теб)“ (Eppure sentire (un senso di te)) на режисьора Джовани Веронези. В класацията на Ем Ти Ви Top 100 от 2007 г. Елиза (заедно с Нели Фуртадо, Линкин Парк, Маруун Файв, Мика и Аврил Лавин) е изпълнителят с най-много песни в класацията през 2007 г.: това са синглите Gli ostacoli del cuore (позиция 49), Eppure sentire (un senso di te) (позиция 51) и Stay (4-то място). Тя е и италианската изпълнителка с най-високата позиция.

### АлбумDancingи дебют в САЩ (2008)
На церемонията по връчване на Музикалните награди „Уинд“ за годината тя е отличена за продажбите на платинения CD / DVD Soundtrack Live '96 -'06, където изпълнява на живо песента Stay.
На 15 юли 2008 г. излиза албумът „Танцувайки“ (Dancing), който излиза и в Канада на 25 август. Издаването на албума следва успеха на песента Dancing, която вече се продава в Айтюнс Америка под формата на миниалбум, и получава огромен отзвук, тъй като е използвана в хореография на американската телевизионна програма So You Think You Can Dance? Според анкета на сп. „Билборд“ албумът е на 5-то място сред най-добрите през 2008 г. От него е взет като сингъл Rainbow, който излиза в неиздавана версия, ремиксирана от Глен Балард. Към този сингъл е заснет и музикален видеоклип, в който участва американската танцьорка Лейси Швимер, танцуваща заедно със своя партньор на мелодията на Dancing в популярната американска програма. След няколко летни фен концерта за американски радиостанции и след дебюта на 8 април 2008 г. в Joe's в Ню Йорк – храм на алтернативната музика и стартова площадка за много чуждестранни изпълнители, на 29 октомври в Торонто Елиза стартира USA / Canada Fall Tour 2008 - първото ѝ турне в Северна Америка, състоящо се от 16 концерта за малко по-малко от месец. Певицата и нейната група предлагат на американската публика песните, съдържащи се в албума Dancing и някои от най-добрите парчета в нейния репертоар. Тази клубна обиколка спира в Монреал, Бостън, Ню Йорк, Филаделфия, Чикаго, Денвър, Солт Лейк Сити, Лос Анджелис, Сан Франциско, наред с други градове, и завършва в Сиатъл на 24 ноември.
На 19 февруари 2008 г. в Торино е премиерата на италианската версия на рок мюзикъла „Коса“, режисиран от Джампиеро Солари и на който Елиза е музикален художествен ръководител; различните етапи на мюзикъла са успешни в цяла Италия.
През май 2008 г. издателство „Рицоли“ публикува „Чувство за мен“ (A Sense of Me) - книга, в която Елиза разказва за себе си чрез снимки, коментари и страници в дневник.
На 12 септември 2008 г. мултимедийното шоу Indeepandance, създадено от Виторио Козма, Алдо Нове и Маздебо, дебютира в Милано, съдържайки парчето Psychedelia, композирано от Елиза и Козма; тя също дава своя принос и в някои вокални елементи.
Северноамериканското турне на Елиза е предшествано от три италиански дати на шоуто Mechanical Dream: 20 септември 2008 г. в Арена ди Верона (тя е първата жена с концерт там), 30 септември в Палалотоматика в Рим и 7 октомври в Медиоланум Форум в Асаго. На следващата година спектакълът е награден от специализираното списание Sound & Lite като най-добрият за 2008 г., докато надзорният орган на Арена ди Верона награждава Елиза за най-доброто неоперно шоу, организирано в сезон 2008.

### Проекти за Абруцо (2009)
През април – юни 2009 г. Елиза участва в две инициативи в полза на възстановяването на град Акуила след земетресението. На 21 април 2009 г. участва в записа на сингъла Domani 21 / 04.2009 г. по желание на Джованоти и Джулиано Санджорджи. На 21 юни на стадион „Джузепе Меаца“ в Милано тя е един от спонсорите на концерта „Приятелки за Абруцо“ (Amiche per l’Abruzzo) заедно с Лаура Паузини, Джана Нанини, Фиорела Маноя и Джорджа – проект, роден по идея на Паузини; към единствено женския състав се присъединяват 112 италиански изпълнителки, от които 46 пеят на сцена. Мега концертът е издаден и на DVD, което излиза на 22 юни 2010 г., една година след събитието.
На 15 юли 2009 г. са обявени победителите в Elisa International Video Contest - състезание, което изисква участниците да създадат видеоклип, който да бъде комбиниран с песен на Елиза. Състезанието е спечелено на равна нога от две групи, които правят видео към Rock Your Soul и The Waves и, както е договорено в началото, присъстват на снимките на един от следващите видеоклипове на певицата и правят бекстейдж-а.
На 12 октомври 2009 г. завършва благотворителен търг, в който е продаден дневник, в който Елиза записва мисли за бременността си и новия си албум. Обектът е закупен за сумата от 2937 евро, които са дарени на ONLUS Il Focolare от Гориция.

### АлбумHeart(2009 – 2010)
На 13 ноември 2009 г. излиза Heart („Сърце“) - шестият албум с неиздавани песни на Елиза, предшестван от сингъла „Бих искал да те вдигна“ (Ti vorrei sollevare), изпят в дует с Джулиано Санджорджи по радиото на 16 октомври. Албумът съдържа 14 парчета и съчетава рок песни като Your Manifesto и Lisert с поп мелодии като дуета с Енони „Прошка“ (Forgiveness). Албумът включва и преизпълнение на „Луд свят“ (Mad World) на Тиърс фор Фиърс, изпълнявана вече на живо от Елиза по време на турнето ѝ „Механична мечта“ (Mechanical dream). Албумът е продуциран от самата Елиза и нейния бъдещ съпруг Андреа Ригонат - китарист на групата.
На 19 декември 2009 г. за Коледа на официалния уебсайт на певицата е публикуван видеоклип, в който тя пее в дует с американската певица-композиторка Тера Наоми в преизпълнение на песента „Река“ (River) на Джони Мичъл.
На 18 февруари 2010 г., на третата вечер на Фестивала в Санремо, Елиза се представя сред гостите и пее песента „Песен за теб“ (Canzone per te), с която Серджо Ендриго печели фестивала през 1968 г., последвана от медли, съставено от песните Ti vorrei sollevare, Anche se non trovi le parole и Your Manifesto, взети от последния ѝ албум. Впоследствие пее Almeno tu nell'universo в дует с Фиорела Маноя.
На 10 март 2010 г. излиза албумът No prisoners на музиканта и звукозаписен продуцент Гауди, в който Елиза е композиторка и певица в песента Brainwashed again.
На 14 април 2010 г. в Конеляно започва турнето ѝ Heart Alive с хореография на Лука Томасини.
На Музикални награди „Уинд“ Елиза е наградена първата вечер за продажбите на Ti vorrei sollevare в категорията „Платинени дигитални песни“, която след това изпълнява на живо, втората вечер за продажбите на Heart, сертифициран с мултиплатинен диск, след което изпява най-новия си сингъл „Някого, когото да обичаш“ (Someone to Love), а на третата и последна вечер изпълнява на живо медли, състоящо се от песните ѝ „Този възел“ (This Knot), „Твоят манифест“ (Your Manifesto) и Beat It на Майкъл Джексън, придружено от представяне като това, изпълнено на Heart Alive Tour.
Една година след мега концерта „Приятелки за Абруцо“ на 21 юни 2010 г. Елиза участва заедно с останалите кръстници на събитието Лаура Паузини, Джорджа, Фиорела Маноя и Джана Нанини в специален епизод от телевизионната програма Matrix, за да представи записаното DVD от събитието, излязло на следващия ден.
На 6 август 2010 г. албумът Heart е издаден международно в iTunes в Италия, Канада, Нова Зеландия, Австралия, Ирландия, Испания, Португалия, Япония, Норвегия, Швеция, Финландия, Дания и Гърция.
На 30 август 2010 г. Елиза участва в бенефиса Parole di Lulù в Мацано Романо, организиран от Николо Фаби по случай рождения ден на дъщеря му Оливия, починала наскоро. Концертът има за цел да събере средства за детска болница в Ангола. Елиза споделя сцената с Джованоти, Фиорела Маноя, Джулиано Санджорджи, Паола Турчи, Марина Рей, Кристина Дона, Клаудио Балиони, Джани Моранди, Макс Гаце и много други имена на италианската независима музика.
През октомври 2010 г. тя участва заедно с Негрита, Лудовико Ейнауди, Рой Пачи & Аретуска и Ле Бианке Алкемие в събитието (H) it Week – предаване, посветено на съвременната италианска музика, проведено в САЩ.
На 16 ноември 2010 г. излиза албумът Casa 69 на Неграмаро, в който Елиза отново пее в дует с Джулиано Санджорджи песента „Просто това“ (Just this).

### АлбумIvy(2010 – 2011)
На 30 ноември 2010 г. излиза новият албум на Елиза „Бръшлян“ (Ivy). Подобно на албума Lotus той се състои от няколко преизпълнения на предишните песни на певицата, кавър версии и оригинални песни, аранжирани акустично. Ivy включва и документален филм, заснет в Трентино, в който Елиза илюстрира значението на записа, като проследява кариерата си и работата, извършена за реализацията на проекта. Издаването на албума е предшестван от неиздавания сингъл „Носталгия“ (Nostalgia) на английски език. Кавърът на Камий Pour Que l'Amour Me Quitteе изпят с Джорджа и е красива приспивна песен, посветена на дъщеря ѝ – кавър, изпълняван на живо в Heart Alive Tour няколко месеца по-рано. В подкрепа на албума започва ново турне между март и май 2011 г.
В края на май 2011 г. Елиза е отличена в новото издание на Музикалните награди „Уинд“ за платинения диск за албума Ivy.
През лятото на 2011 г. тя пее в два концерта на живо: първият за Легамбиенте в Марема парк Тоскана в Риспеша (Гросето), а другият в Чивидале дел Фриули, за да отпразнуват включването на града в Списъка за световното културно и природно наследство на ЮНЕСКО, дарявайки събраното за каузата на деца войници.
На 9 септември 2011 г. Елиза заедно с Фиорела Маноя, Паола Турчи и Каза дел венто участва в безплатен концерт във Флоренция по време на националната среща на Emergency.
В края на 2011 г. Елиза пише заедно с Роберто Казалино оригиналното парче „Разсеян“ (Distratto), което води Франческа Микиелин до победата на петото издание на шоуто за таланти X Factor.

### Нов саундтрак, завръщане в Северна Америка и ново сътрудничество (2011 – 2013)
През 2011 г. Елиза си сътрудничи с композитора Андреа Гуера за саундтрака на Un giorno questo dolore ti sarà utile– филм, представен на Филмовия фестивал в Рим на 2 ноември 2011 г. Сред новите песни е сингълът „Любовта е възнаградена“ (Love Is Requited), който служи като начален елемент за саундтрака, но също така и за новата северноамериканска компилация „Стъпвайки по вода“ (Steppin' on Water). Песента печели Сребърна лента за най-добра оригинална песен.
На 1 май 2012 г. тя участва в традиционния Първомайски концерт в Рим с кавър на Jumpin' Jack Flash на Ролинг Стоунс и на Strawberry Fields Forever на Бийтълс. От 14 до 16 май 2012 г. е редовна гостенка на телевизионната програма Quello che (non) ho, пеейки песните Father and Son на Кат Ствънс, One на Ю Ту, Bridge over Troubled Water на Саймън и Гарфънкъл, Hallelujah на Ленард Коен, Redemption Song на Боб Марли, Knockin' on Heaven's Door на Боб Дилън и Wonderful World на Сам Кук.
През юли 2012 г. тя си сътрудничи в книгата с разкази „История на петте елемента“ (Storie dei Cinque Elementi), разказвайки приказката „Галантус и перфектната пеперуда“ (Galanthus e la farfalla perfetta) в един от двата приложени компактдиска. През август 2012 г. пише сингъла „Сама“ (Sola) за Франческа Микиелин, както и други песни, включени в дебютния ѝ албум Riflessi di me.
На 22 септември 2012 г. Елиза участва в благотворителния концерт Italia Loves Emilia в Камповоло в Реджо Емилия заедно с Лучано Лигабуе, Джованоти, Дзукеро Форначари, Тициано Феро, Джорджа, Неграмаро, Фиорела Маноя, Литфиба, Номади, Ренато Дзеро, Биаджо Антоначи и Клаудио Балиони. Тя пее „Най-сладка майко“ (Madre Dolcissima) с Дзукеро и Фиорела Маноя, „лабиринт“ (Labyrinth) като солистка, „Бих искала да те вдигна“ (Ti vorrei sollevare) с Неграмаро, „Махни си ръцете от очите“ (Via le mani dagli occhi) с добавка от Джованоти и „Пречките на сърцето“ (Gli ostacoli del cuore) с Лигабуе. Събитието изпълва почти цялото летище Камповоло, като се продават около 151 000 билета.
В края на ноември 2012 г. се разкрива, че Елиза и Енио Мориконе са написали песен (озаглавена Ancora qui – „Все още тук“) за новия филм на Куентин Тарантино „Джанго без окови“. Песента е част от 75-те песни, избрани сред номинираните за Оскар за най-добра оригинална песен.
На 6 декември 2012 г. певицата обявява, че е бременна с второто си дете и че следващият албум и новото турне са планирани съответно за септември и декември 2013 г.
На 4 януари 2013 г. рапърът Фабри Фибра разкрива присъствието в албума си Guerra e pace на сътрудничество с Елиза, озаглавено „От грешките се учим“ (Dagli sbagli si impara). Елиза композира и саундтрака на филма на Джовани Веронези L'ultima ruota del carro, излязъл през ноември 2013 г. Тя също така участва и в албума Physical & Political на Лука Карбони, в песента „Ела да живееш с мен“ (Vieni a vivere con me). Песента Dancing се използва във филма A Time for Dancing.

### АлбумL'anima vola(2013 – 2015)
Като предшественик на първия албум изцяло на италиански език на Елиза „Душата лети“ (L'anima vola) излиза едноименният сингъл, издаден в дигиталните магазини на 27 август 2013 г. и сертифициран като платинен.
На 15 октомври 2013 г. излиза и осмият албум с оригинални песни на Елиза. Тя пее в дует с Тициано Феро песента „И откривам какво е щастието“ (E scopro cos'è la felicità), чийто текст е написан от Феро. В албума като автори участват Лигабуе в A modo tua, Джулиано Санджоргджи в Ecco che и Енио Мориконе, композитор на Ancora qui - част от саундтрака на филма на Куентин Тарантино „Джанго без окови“, чийто текст е написан от Елиза. На 24 октомври, през първата седмица от издаването си, албумът е на върха на класацията на FIMI на албумите. 2013 г. завършва със сертифицирането с платинен диск за L'anima vola. Сингли от албума са L'anima vola, „Ето че“ (Ecco che), „Копринен конец в бездните“ (Un filo di seta negli abissi), „Бяла страница“ (Pagina bianca), „Проклет лабиринт“ (Maledetto labirinto) и „По твой начин“ (A modo tuo).
През 2014 г. Елиза участва в доста събития, включително в концерта на Americana Tour на Дзукеро в Медисън Скуеър Гардън в Ню Йорк, където пее в дует с него Luce (tramonti a nord est) и Blue, както и в Radio Italia Live 2014 заедно с Лаура Паузини, Неграмаро и други.
На 27 септември 2014 г. Елиза прави концерт на Арена ди Верона, за да завърши и отпразнува успеха на албума и първата част от турнето. Турнето се провежда в най-големите спортни зали в Италия през март 2014 г., като има две дати с напълно разпродадени билети във Медиоланум Форум в Асаго, една в Палаолимпико в Торино, една в Палалотоматика в Рим, една в Паладжордж в Бреша (с гост Франческо Ренга) и една в Унипо Арена в Болоня с гост Джулиано Санджоргджи от Неграмаро, където е заснето DVD. DVD-то придружава луксозното издание на The soul flies, издадено на 17 ноември 2014 г., което също съдържа две кавъра (One на Ю Ту и Bridge over Troubled Water на Саймън и Гарфънкъл), и три неиздавани песни.
На 30 септември 2014 г. излиза новият албум на Федец Pop-Hoolista, съдържащ сред различните дуети и този с Елиза в едноименната песен.
През 2015 г. Елиза е артистична директорка на Синия тим в телевизионната програма за млади таланти Amici на Мария де Филипи. На 19 май същата година група The Kolors, която е част от екипа на предаването и победител в певческата категория (както и носител на Наградата на критиката), издава новия си албум Out, съдържащ дует с Елиза в песента Realize. Освен това тимът на Елиза носи и победата в танцовата категория, спечелена от танцьорката Вирджиния Томаркио.
На 7 октомври същата година тя гостува заедно с Ема Мароне във втория епизод на телевизионното шоу Capitani coraggiosi на Джани Моранди и Клаудио Балиони, изпълнявайки с Балиони финалните ноти на E tu и след това на Ma chi se ne importa и Si può dare di più.
През 2016 г. певицата е потвърдена за творчески директор на Белия тим на 15-тото издание на шоуто за таланти Amici заедно с Ема.

### АлбумOnи бокс-сетSoundtrack '97 -'17(2016 – 2017)
На 15 януари 2016 г. излиза оригиналният сингъл „Без герой“ (No Hero) - първият сингъл, който предшества албума на Елиза On. Вторият избран сингъл е „Обичай ме завинаги“ (Love me forever), а третият – „Да горя по теб“ (Bruciare per te).
На 12 февруари Елиза е специална гостенка на четвъртата вечер на Фестивала в Санремо. Тя потвърждава заглавието на новия си албум On на 25 март.
Същата година тя пее в дует с Лоредана Берте песента „И луната почука“ (E la luna bussò) от албума на Берте Amici non ho... ma amiche sì! и с Джанлука Гриняни в „Дестинация Рай“ (Destinazione Paradiso) от албума му Una strada in mezzo al cielo.
През 2016 г. Елиза озвучава за първи път анимационен филм: в „Тролчета“ на Дриймуъркс Анимейшън тя дава гласа си на принцеса Попи.
На 8 ноември 2016 г. започва турнето ѝ On Tour от град Йезоло, което завършва на 7 декември 2016 г. в Ачиреале. Концертът на 26 ноември на Медиоланум Форум в Асаго е записан и излъчен по телевизията на 12 януари 2017 г.
През март 2017 г. Елиза е потвърдена за творческа директорка на Синия тим вечерта на 16-тото издание на шоуто за таланти „Приятели на Мария де Филипи“ (Amici di Maria di Filippi). Тимът носи победата в певческата категория, спечелена от певеца Рикардо Маркуцо, а също и в цялата програма, спечелена от танцьора Андреас Мюлер.
На 1 септември 2017 г. излиза бокс-сетът Soundtrack '97-'17 по случай 20-годишната от кариерата на Елиза.
По време на един от вечерните епизоди на 16-тото издание на шоуто за таланти „Приятели на Мария де Филипи“ Елиза обявява, че в рамките на четирите вечери-събития (всичките разпродадени) през септември на Арена ди Верона, за да отпразнува 20-тата годишнина от кариерата си, ще представи новия си оригинален сингъл „20 години“ (20 Years). След това заявява, че е сменила заглавието на песента, която ще бъде Yours to Keep. По отношение на новия си албум (първоначално планиран за октомври 2017 г. и след това отложен за 2018 г.) Елиза заявява, че е подготвила песни на английски и италиански, сътрудничейки си и с автори като Давиде Петрела, Томазо Парадизо от Дъджорналисти и Калкута. Участва вокално в песента „Малка душа“ (Piccola anima) - четвъртата от албума Vietato morire на Ермал Мета.
От 12 септември от 21:00 часа до 17 септември може да се изтегли двойният ѝ сингъл „Всеки миг/ Твоя, за да ме запазиш“ (Ogni istante/Yours to keep) безплатно чрез код, написан на билетите за четирите вечери на Арена ди Верона и за членове на фен клуба ѝ. Двойният сингъл е пуснат за дигитално теглене на 22 септември и в 7" формат на 23 октомври по повод Amazon Vinyl Week.
На 3 октомври 2017 г. е излъчено специално предаване за 4-те вечери на Together Here We Are по италианския телевизионен канал Canale 5.

### АлбумDiari aperti,Дисни и сътрудничество (2018 – 2020)
На 22 февруари 2018 г. Елиза обявява ново турне в Европа и Великобритания: European Tour 2018.
На 13 април излиза новият ѝ сингъл „Всичките ли ще бъдем чужди“ (Will We Be Strangers), чиято премиера е на 8 април на концерта, проведен в Лондон, достъпен на всички цифрови платформи за стрийминг, но не и за продажба.
На 12 септември видеоклипът на новата песен „Онези които остават“ (Quelli che restano) в дует с Франческо де Грегори е представен във вечерните новини на канал Rai 1. Той предшества излизането на новия ѝ албум „Отворени дневници“ (Diari aperti), който е вторият ѝ албум изцяло на италиански след L'anima vola, както и първият, издаден от Юнивърсъл Мюзик Груп Италия. На 28 септември е пусната песента „Ако валеше името ти“ (Se piovesse il tuo nome), написана от Калкута и втори официален сингъл от албума, който постига голям радио успех, оставайки на върха на класациите в продължение на девет седмици. На 15 октомври излиза песента „Обещай ми“ (Promettimi) само на цифрови платформи. Албумът Diari Aperti излиза на 26 октомври 2018 г., последван от поредица акустични сесии в различни италиански градове, където певицата говори за новия си албум. По-късно Se piovesse il tuo nome е и в специална версия, изпята заедно с Калкута.
През същата година Елиза си сътрудничи в парче от албума на Тироманчино „До края“ (Fino alla fine) и на Джорджа в кавър албума ѝ Pop Heart в песента „Пречките на сърцето“ (Gli ostacoli del cuore), където замества стиховете, изпети в оригинала от Лигабуе. Тя присъства и в албума Duets Forever - Tutti cantano Cristina, където заедно с Кристина Д'Авена реинтерпретира песента Memole dolce Memole.
През февруари 2019 г. Елиза изпълнява песни на 69-то издание на Фестивала в Санремо като специална гостенка. Пее „И уязвим“ (Anche fragile) – трети сингъл от последния ѝ албум и Vedrai vedrai на Луиджи Тенко в дует с Клаудио Балиони.
На 18 март 2019 г. започват I Diari Aperti Live nei Teatri – турне за промоцията на новия ѝ албум в основните италиански градове. Впоследствие Елиза обявява продължаването на турнето в Европа: Германия, Норвегия, Швейцария и Обединеното кралство.
Участва в записите на първия сингъл, озаглавен „Синьо“ (Blu) от албума Dove gli occhi non arrivano на рапъра Еркоми, издаден на 8 март 2019 г. Потвърждава участието си в анимационния филм „Дъмбо“ на Дисни, режисиран от Тим Бъртън, където озвучава персонажа Мис Атлантис и изпълнява песента от филма Baby Mine, достъпна на дигиталните платформи от 29 март 2019 г.
На 1 май 2019 г. излиза четвъртият сингъл „Да изживееш всички животи“ (Vivere tutte le vite) с участието на Карл Брейв.
На 7 юни излиза „Тайни дневници“ (Secret Diaries) – миниалбум единствено на LP (ограничено издание) и на дигиталните платформи, включващо четири оригинални песни на английски и оригиналната английска версия на Con te mi sento così - песен, вече пусната на италиански в Diari aperti. Елиза също така обявява сътрудничеството си с американската група Имаджин Драгънс в песента „Птици“ (Birds), съдържаща се в албума на групата Origins.
Певицата е избрана отново от Уолт Дисни за дублажа на анимационния филм „Цар лъв“, който излиза в Италия на 21 август 2019 г. Елиза озвучава Нала, на която поп звездата Бийонсе дава глас в оригинала, и пее заедно с Марко Менгони, който дава глас на Симба, песента Can You Feel the Love Tonight. На следващия 17 септември издава петия си сингъл „Твоя завинаги“ (Tua per sempre) и написва песента „Спирала за мигли“ (Mascara) за шестия албум Fortuna на Ема Мароне.
Елиза съобщава, че на 15 ноември 2019 г. ще бъде издаден двоен албум „Отворени дневници (Разкрити тайни“) (Diari aperti (Segreti Svelati)) с общо 21-те парчета, идващи от десетия ѝ албум Diari aperti и миниалбума Secret Diaries. В проекта, в допълнение към предишните сътрудничества с Калкута, Карл Брейв и Франческо де Грегори, са преиздадени и други парчета с Кармен Консоли, Брунори Сас и Еркоми. В допълнение са добавени три нови песни на италиански и две на английски. Първата песен, издадена на 8 ноември 2019 г., е Blu Part II с Еркоми, родена от предишния албум на рапъра Blu. В същия ден излиза и Note di viaggio – Capitolo 1: venite avanti... на Франческо Гучини и Мауро Пагани, в които Елиза преизпълнява парчето „Аушвиц“ (Auschwitz).
На 6 март 2020 г. рапърът Маракеш пуска нов сингъл „Неон - Крилете“ (Neon – The Wings) от албума му Persona с участието на Елиза. Сътрудничеството достига Top5 на класацията на FIMI.
На 10 април 2020 г. Елиза публикува сътрудничеството с Томазо Парадизо „Всичко ще е ок“ (Andrà tutto bene), родено по време на карантината поради пандемията COVID-19.

### Завръщане на Фестивала в Санремо и албумRitorno al futuro/Back to the Future(2021 - 2022)
В подкрепа на Save the Children на 15 март 2021 г. Елиза организира концерт без публика в Колизея по случай десетте години от началото на войната в Сирия.
На 24 ноември 2021 г. излиза сингълът ѝ „Коприна“ (Seta), предшестващ 11-ия ѝ студиен албум с оригинални парчета, който се очаква да излезе през 2022 г. Месец по-късно певицата обявява, че новият ѝ албум ще бъде озаглавен „Завръщане в бъдещето“ (Ritorno al futuro/Back to the Future) и ще излезе на 18 февруари 2022 г.; проектът се състои от двоен албум с оригинални песни – едната част на италиански, а другата на английски език. На 21 януари 2022 г. са предложени две допълнителни промоционални сингли: A tempo perso и Show's Rollin'. В албума има общо 25 песни, написани и композирани от Елиза заедно с много автори и композитори, сред които Давиде Петрела, Дардъст, Андреа Ригонат, Калкута, Такаджи и Кетра, Франко126, Джесика Чилдрес и Стивън Айело.
През декември тя изпълнява песента Alice! за едноименния спетакъл, написана от Джон Меткалф, аранжьор на парчета на Ю Ту, Колдплей, Питър Гейбриъл и Блър.
На 4 декември 2021 г. участието ѝ на Фестивала на италианската песен в Санремо 2022 г. е официално обявено във вечерните новини на Rai 1, последвано на 15 декември от обявяването на името на песента - участничка „Или може би си ти“ (O forse sei tu). Това е второто ѝ участие в събитието, 21 години след победата ѝ през 2001 г. На 16 декември Елиза не участва в песенния конкурс за млади таланти „Санремо Джовани“ (който е трамплин за участие във Фестивала в Санремо), понеже е с положителен резултат за Covid-19. Приветствана от критиците, песента „Или може би си ти“ е представена на втората вечер на Фестивала в Санремо, печелейки първо място в общата класация, изготвена от журито на пресцентъра. В края на събитието песента се класира на втора позиция в крайното класиране и печели наградата „Джанкарло Бигаци“ за най-добра музикална композиция. По този начин Елиза си осигурява достигането до финала и в двете издания на фестивала, в които участва. 
На 11 февруари 2022 г. като промоционален сингъл излиза „Онова, което липсва“ (Quello che manca) в сътрудничество с Еркоми. Песента – дело на Елиза и Еркоми е третото сътрудничество между двамата изпълнители след Blu в албума на рапъра Dove gli occhi non arrivano, и Blu Part II в преизданието на Diari aperti на Елиза. По време на издаването си албумът Ritorno al futuro/Back to the Future  дебютира директно на върха на италианската класация за албуми, давайки на певицата нейния четвърти албум номер едно в Италия.
На 9 март 2022 г. Елоди се завръща със сингъла „Къпане в полунощ“ (Bagno a mezzanotte), написана за нея от Елиза, която също е авторка на предишния ѝ солов сингъл „Замайване“ (Vertigine). На 6 май 2022 г. излиза песента Litoranea като трети сингъл от албума на Елиза в оригинална версия, записана заедно с Матилда де Анджелис.
От края на юни 2022 г. Елиза се ангажира с популяризирането на новия си албум чрез турне в цяла Италия до септември: Back to the Future Live Tour. То подкрепя устойчивата инициатива Music for the Planet, насочена към масово засаждане на дървета в различни италиански райони. Турнето е предшествано от три концерта на Арена ди Верона в края на май като част от годишния Фестивал на героите. На 11 юни 2022 г. Елиза участва в благотворителния концерт срещу насилието над жени „Една. Нито една. Сто хиляди“ (Una. Nessuna. Centomila) на Камповоло в Реджо Емилия заедно с Лаура Паузини, Джорджа, Ема, Алесандра Аморозо, Фиорела Маноя и Джана Нанини.

## Музикален стил
Елиза оправдава избора да се изразява на английски език в няколко интервюта, като през годините дава различни причини. В началото на кариерата си тя често заявява, че английският е по-музикален език и по-лесен за използване от италианския и най-вече, че като език на нейните музикални идоли за нея е по-естествено да го използва. През последните години, макар да не отрича казаното по-рано, тя разкрива, че пеенето на чужд език ѝ позволява да не бъде веднага разбрана от хората, които са ѝ близки (в частност родителите ѝ) и това представлява един вид защитна обвивка, необходима поради срамежливостта ѝ. От друга страна, заявява, че когато пее на италиански, прави това, за да може посланието веднага да стигне до слушателя. При дебюта си на италианската музикална сцена този избор е определен като „безпрецедентен и рисков“, „екстравагантност“, „упоритост“.
Елиза често заявява, че нейната звукозаписна компания в лицето на Катерина Касели много пъти се е опитвала да я убеди да пее на италиански от началото на кариерата ѝ и че Корадо Рустичи – продуцент на първия и на третия ѝ албум, е първият, който повярва в избора на английски език. Страхът на звукозаписната компания се отнася до възможен провал в продажбите, което не се сбъдва и знак за това са трите платинени диска, завоювани от албума ѝ Pipes & Flowers. След победата на Фестивала в Санремо през 2001 г. се смята, че певицата може да премине на италиански език, но това не се случва.
Английският винаги е основният език, използван от Елиза, въпреки че особено от 2005 г. нататък многобройни ѝ сингли са публикувани на италиански. Особено в началото критиците я сравняват с Аланис Морисет за вокален стил и с Бьорк за музикален стил.
Въпреки че музиката ѝ е описвана главно като поп рок и алтернативен рок в репертоара си тя черпи и от жанрове като трип хоп и електронна танцова музика, и някои нейни творби са повлияни от постгръндж, соул, инди рок, алтернативен денс и софт рок.

## Личен живот
Има две деца от Андреа Ригонат - китарист на групата ѝ: Ема Сесил, родена на 22 октомври 2009 г., и Себастиан, роден на 20 май 2013 г. На 5 септември 2015 г. двамата се женят в град Градо след 7-годишна връзка. На церемонията присъстват много известни музиканти, сред които Лигабуе, Ема Мароне, Алесандра Аморозо и Сташ.

## Дискография

### Студийни албуми
- 1997 – Pipes & Flowers
- 2000 – Asile's World
- 2001 – Then Comes the Sun
- 2003 – Lotus
- 2004 – Pearl Days
- 2009 – Heart
- 2010 – Ivy
- 2013 – L'anima vola
- 2016 – On
- 2018 – Diari aperti
- 2022 – Ritorno al futuro/Back to the Future

### Концертни албуми
- 2007 – iTunes Festival: London - Elisa (Live)
- 2007 – Soundtrack '96-'06 Live

### Сборни албуми
- 2002 – Elisa
- 2006 – Soundtrack '96-'06
- 2007 – Caterpillar
- 2008 – Dancing
- 2012 – Steppin' on Water
- 2017 – Soundtrack '97-'17

### Саундтракове
- 2012 – Un giorno questo dolore ti sarà utile (c Андреа Гуера)

### Миниалбуми
- 2019 – Secret Diaries

## Турнета
- 1997/1998 - Pipes & Flowers Tour (и в Европа като подгряваща изпълнителка в европейското турне на Ерос Рамацоти)
- 2000/2001 - Asile's World Tour
- 2002/2003 - Then Comes the Sun Tour
- 2003/2004 - Lotus Tour
- 2004/2005 - Pearl Days Tour
- 2005 - Lotus Pearl Days Tour
- 2006 - Unplugged tour
- 2007 - Soundtrack Live Tour
- 2008 - Mechanical Dream Tour
- 2008 - US/Canada Fall Tour (в САЩ и Канада)
- 2010 - Heart Alive Tour
- 2011 - Ivy Tour
- 2014 - L'anima vola Tour
- 2014 - Elisa Live in the Clubs
- 2016 - On Tour (също и в Обединеното кралство и Ирландия)
- 2017 - Together Here We Are
- 2018 - European Tour 2018 (в Европа)
- 2019 - Diari Aperti Live nei Teatri
- 2019 - Diari Aperti Live nei Palasport
- 2022 – Back to the Future Live Tour

## Видеография

### Музикални видеоклипове (като основна изпълнителка)
- 1997 – Sleeping in Your Hand
- 1997 – Labyrinth (1-ва версия)
- 1997 – Labyrinth (2-ра версия)
- 1997 – A Feast for Me
- 1998 – Cure Me
- 2000 – Gift
- 2000 –  Asile's World
- 2001 – Luce (tramonti a nord est) (1-ва версия)
- 2001 – Luce (tramonti a nord est) (2-ра версия)
- 2001 – Heaven Out of Hell
- 2002 – Rainbow
- 2002 – Dancing (live @ Dingwalls)
- 2002 – Come Speak to Me/Háblame
- 2003 – Almeno tu nell'universo
- 2003 – Broken
- 2004 – Electricity
- 2004 – Together
- 2004 – The Waves
- 2005 – Una poesia anche per te
- 2005 – Swan
- 2006 – Teach Me Again (c Тина Търнър)
- 2006 – Gli ostacoli del cuore (с Лигабуе)
- 2007 – Eppure sentire (un senso di te)
- 2007 – Stay (1-ва версия)
- 2007 – Stay (2-ра версия)
- 2007 – Qualcosa che non c'è
- 2009 – Ti vorrei sollevare (с Джулиано Санджорджи)
- 2010 – Anche se non trovi le parole (1-ва версия)
- 2010 – Anche se non trovi le parole (2-ра версия)
- 2010 – Someone to Love
- 2011 – Sometime Ago
- 2011 – Love Is Requited
- 2013 – L'anima vola
- 2013 – Ecco che
- 2014 – Un filo di seta negli abissi
- 2014 – Pagina bianca
- 2014 – A modo tuo
- 2016 – No Hero
- 2016 – Love Me Forever
- 2016 – Bruciare per te
- 2017 – Ogni istante
- 2018 – Will We Be Strangers
- 2018 – Quelli che restano (с Франческо де Джорджи)
- 2018 – Se piovesse il tuo nome
- 2019 – Anche fragile
- 2019 – Vivere tutte le vite (с Карл Брейв)
- 2019 – Tua per sempre
- 2021 – Seta
- 2022 – O forse sei tu
- 2022 – Litoranea (с Матилда де Анджелис)

### Видео албуми
- 2004 – Lotus - MTV Live @Supersonic + The Making Of Lotus
- 2006 – Soundtrack '96-'06
- 2007 – Soundtrack '96-'06 Live
- 2010 – Ivy - the Film

## Филмография

### Актриса
- Andata e ritorno (2006) - телевизионен сериал, ситком по Rai 2
- Cobra non è (2020) - игрален филм, комедия, реж. Мауро Русо

### Дубльорка
- Попи в „Тролчета“ (2016)
- Катрина Кайф (разказвачка в трейлъра) в игралния филм Agneepath (2012), реж. Каран Малхотра
- Мис Атлантида в „Дъмбо“ (2019)
- Нала в „Цар Лъв“ (2019)

## Телевизия
- Concerto del Primo Maggio (Rai 2, 2001)
- Quello che (non) ho, (2012)
- Amici di Maria De Filippi (Canale 5, 2015-2018)
- Elisa: 20 anni in ogni istante (2017)

## Театър
- Ellis Island (2002) певица и главна героиня в ролята на Феличита Сапеньо.
- Hair (2008), музикален мениджмънт и аранжимент.

## Фото изложби
- 2003/2004 - Shhh… i silenzi della natura - Il canto silenzioso della natura fotografato da Elisa
- 2006 - Fotoamatori insospettabili - Elisa espone 14 foto di natura

## Литературни произведения
- Un senso di me, изд. Rizzoli, 2008

## Признания
- 1998
  - Тарга Тенко за Най-добра дебютна творба за албума Pipes & Flowers
  - PIM - Италианска музикална награда като Италианско откритие на годината
- 2001
  - Победителка в 51-ия Фестивал на италианската песен в Санремо, Награда на критиката „Миа Мартини“, Награда „Воларе“ за най-добро изпълнение, за Най-добър изпълнител на фестивала, Награда на Частните радио/телевизии и Награда на авторите
  - Музикални награди на Ем Ти Ви Европа (MTV Europe Music Awards) за най-добър италиански изпълнител
  - Италиански музикални награди (Italian Music Awards) за най-добър сингъл за Luce (tramonti a nord est), за най-добра изпълнителка и за най-добра музикална композиция
- 2002
  - Италианска музикална награда (PIM - Premio Italiano della Musica) за най-добра изпълнителка на годината за 2001 г., за най-добър сингъл за Luce (tramonti a nord est) и за песен на годината за Luce (tramonti a nord est)
- 2002
  - Награда на музикалното събитие „Среща на независимите лейбъли“ (Meeting Etichette Indipendenti) за най-добро видео с творческо намеса за сингъла Together
- 2002
  - Италианска награда за видеоклип (Premio videoclip italiano) за най-добър видеоклип на годината - категория „Жени-изпълнителки“ за видеоклипа на Una poesia anche per te
  - XIII „Почит към Аугусто Даолио“ за нейния ангажимент към асоциацията ECPAT
  - Награда „Лунеция“ за Автор на годината за музикално-литературната стойност на песента Una poesia per te
- 2002
  - Награда „Анима“, категория „Музика“ за песента Teach Me Again
  - Награда за мир 2006 г., присъждана на изпълнители, ангажирани в солидарни и хуманитарни проекти
- 2007
  - Фестивалбар: специална награда за компилацията Soundtrack '96-'06
  - Музикални награди „Уинд“ за продажбите на компилацията Soundtrack '96 -'06
  - Италианска награда за видеоклип за най-добър видеоклип на годината - категория „Жени изпълнителки“ за видеоклипа на Eppure sentire (un senso di te)
- 2009
  - Музикални награди „Уинд“ - най-добро шоу 2008
  - Награда на специализираното списание Sound & Lite за шоуто Mechanical Dream
  - Награда на надзорната колегия на Арена ди Верона за най-добро неоперно шоу, организирано през сезон 2008
- 2010
  - Музикални награди „Уинд“ - платинени дигитални песни за платинения диск на песента Ti vorrei sollevare, мултиплатинено CD за тройния платинен диск на албума Heart
- 2011
  - Музикални награди „Уинд“ - платинено CD за платинения диск на албума Ivy
  - Плоча на Улицата на Фестивала в Санремо за песента Luce (tramonti a nord est)
- 2011
  - Сребърна лента за най-добра оригинална песен за Love is requited
- 2011
  - Музикални награди SEAT (Seat Music Awards) - платинени дигитални песни за платинения диск на песента L'anima volo, платинено CD за платинения диск на албума L'anima volo, специално за песента Vivendo ora (написано за Франческо Ренга )
  - Награда „Лунезия“ в категорията „Авторска поп музика“ за музикално-литературната стойност на албума L'anima vola
- 2015
  - Награда за телевизионна режисура за 2015 г. в категорията „Най-добра телевизионна програма“ за телевизионната програма „Приятели на Мария де Филипи“ (Amici di Maria De Filippi)
  - Музикални награди „Уинд“ - мултиплатинено CD за мултиплатинения албум L'Anima Vola
- 2016
  - Музикални награди „Уинд“ - платинени дигитални песни за платинения диск на песента No Hero, златно CD за златния диск на албума On
  - Наименование на астероид QB39 от 2005 г. с окончателното име 147766 Elisatoffoli
- 2017
  - Музикални награди „Уинд“ - Live Oro за турнето On
- 2019
  - Музикални награди SEAT за албума Diari aperti и за мултиплатинения сингъл Se piovesse il tuo nome
  - Златен Павароти
- 2022
  - 2-ро място в крайното класиране на Фестивала в Санремо с песента O forse sei tu
  - Награда „Джанкарло Буняци“ за най-добра музикална композиция за песента O forse sei tu